# Meister des Poldi-Pezzoli-Diptychons
Als Meister des Poldi-Pezzoli-Diptychons (it. Maestro del Dittico Poldi Pezzoli) wird ein Maler  bezeichnet, der zwischen 1310  und 1350 in Umbrien in Italien tätig war. Eventuell hatte er eine Werkstatt in Spoleto, die sich auf die Herstellung kleinformatiger Andachtsbilder spezialisiert hatte.  Der namentlich nicht bekannte Maler erhielt seinen Notnamen nach dem ersten von ihm bekannten Werk. Es ist ein um 1310 entstandenes Diptychon, das sich – die Tafeln sind voneinander getrennt und nicht mehr original gerahmt – seit 1879 im Poldi-Pezzoli-Museum in Mailand befindet. Nach den Feststellungen von Wolfgang Kermer ist auf der oberen Bildhälfte der linken Tafel die Verkündigung dargestellt, die untere Bildhälfte zeigt die thronende Madonna im Typus der Maria lactans, umgeben von den Heiligen Agnes (?) und Katharina sowie zwei Dominikanerheiligen. Die rechte Tafel ist der Kreuzigung Christi mit Maria und den drei heiligen Frauen, Johannes dem Evangelisten sowie einem heiligen Bischof gewidmet. Die Anwesenheit von zwei Ordensheiligen legt die Vermutung nahe, dass der Auftraggeber aus dem Kreise der Dominikaner kam.